# Muzeum Luksorskie

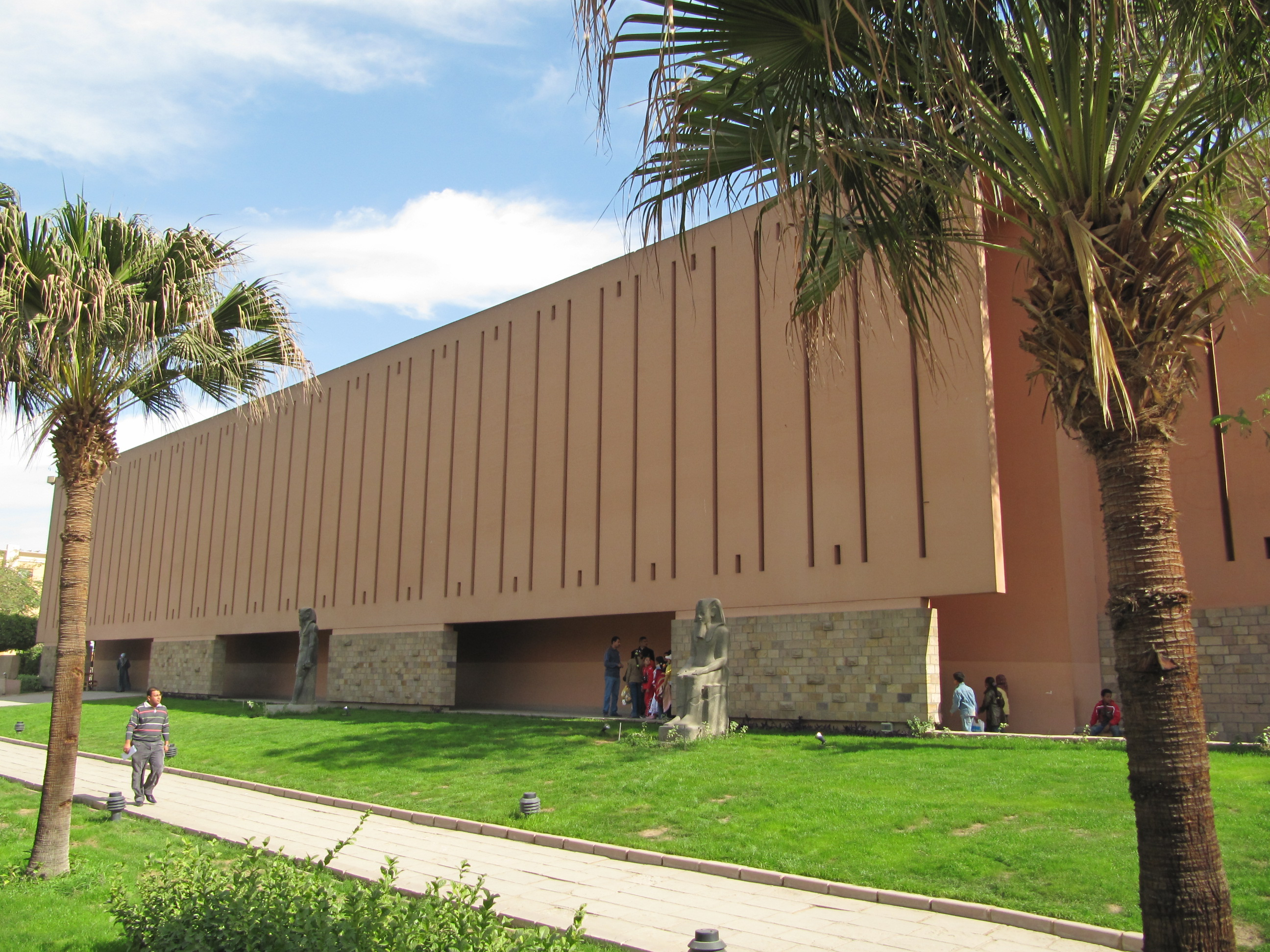
Budynek muzeum

Muzeum Luksorskie, Corniche el-Nil, Luksor - muzeum archeologiczne w Luksorze. 
Muzeum usytuowano przy promenadzie nad Nilem, w połowie drogi między świątyniami w Karnaku i Luksorze. W jego zbiorach znajduje się bogata kolekcja dzieł sztuki, pochodzących ze świątyń i nekropolii na terenie starożytnych Teb. M.in. przedmioty pochodzące z grobowca Tutenchamona, znajdującego się w Dolinie Królów – złocona głowa bogini Hathor, łoże pogrzebowe oraz barki, mające za zadanie ułatwić faraonowi przedostanie się na tamten świat. Można tam także oglądać reliefy pochodzące ze świątyni Echnatona w Karnaku, przedstawiające sceny z życia codziennego i znakomicie zachowane posągi z okresu Nowego Państwa. Warto zwrócić uwagę na statuę Thotmesa III, odnalezioną w Karnaku. 
Otwarte: codziennie 9-13, 16-21 (latem 17-22), ramadan 9-15